# Pavillon du Kentucky (1893)
Le pavillon du Kentucky est un bâtiment éphémère de la fin du XIXe siècle construit dans le cadre de l'Exposition universelle de 1893 qui s'est tenue à Chicago, aux États-Unis.

## Histoire
La cérémonie d'inauguration a lieu le 1er juin 1893, à partir de 14 h. Le jour est choisi pour commémorer le 101e anniversaire de l'admission de l'État du Kentucky dans l'Union. Alors que l'Exposition est déjà ouverte depuis mai, le bâtiment reste encore inachevé à son inauguration, mais suffisamment avancé pour permettre les célébrations.